# Żaba bagienna wschodnia
Żaba bagienna wschodnia (Limnodynastes dumerilii) – gatunek płaza bezogonowego z rodziny Limnodynastidae.

## Taksonomia
Dawniej Limnodynastes dumerilii był łączony w jeden gatunek z Limnodynastes dorsalis, rozdzielił je A.A. Martin w 1972 roku. Do niedawno wyróżniano pięć podgatunków L. dumerilii:
- Limnodynastes dumerilii dumerilii Peters, 1863
- Limnodynastes dumerilii grayi (Steindachner, 1867)
- Limnodynastes dumerilii fryi Martin, 1972
- Limnodynastes dumerilii insularis Parker, 1940
- Limnodynastes dumerilii variegatus Martin, 1972

Niektórzy badacze wyrażali wątpliwości co do statusu taksonu grayi, gdyż z badań wynikało, że jest on bliżej spokrewniony z Limnodynastes terraereginae niż z pozostałymi podgatunkami L. dumerilii. W 2024 roku Parkin i inni na podstawie wyników badań filogenetycznych podnieśli ten takson do rangi gatunku – Limnodynastes grayi.

## Morfologia
Osobniki tego gatunku mają brodawkowatą skórę, grube, krótkie nogi i okrągłą głowę. Przybierają barwy od czarnej do blado-szarej z ciemnymi lub brązowymi elementami na bokach. Dorosłe żaby bagienne wschodnie osiągają długość od 52 do 83 mm.

## Występowanie
Jest to gatunek endemiczny dla Australii. Występuje wzdłuż południowo-wschodnich wybrzeży kontynentu, od południowego Queensland po Wiktorię i Australię Południową, a także na północy i wschodzie Tasmanii. Żyje w większości środowisk z wyjątkiem obszarów alpejskich, lasów deszczowych i terenów wyjałowionych. Pojawia się również w podmiejskich parkach i ogrodach.

## Rozmnażanie
Samice składają jednorazowo do 4000 jaj. W ciepłej wodzie rozwój żab następuje w ciągu 4–5 miesięcy, w zimnej w ciągu 12–15 miesięcy.

## Status
Liczba osobników tego gatunku spada, jednak nadal jest on pospolity i szeroko rozprzestrzeniony. Do głównych zagrożeń dla rozwoju populacji należy osuszanie terenów podmokłych pod uprawę rolną. W przyszłości niebezpieczne może stać się dla niej także rozwój aglomeracji miejskich na wschodzie Australii.